# 佐伯学行
佐伯学行（さえきたかゆき）は、日本の物理学者。高エネルギー加速器研究機構（KEK）研究機関教授。

## 略歴
- 1990年 - 早稲田大学[3]
- 1996年 - 東京大学
- 1996年 - 東京大学素粒子物理国際研究センター 助手　同年3月　東京大学理学博士　論文の題は「A New Limit on the Flux of Cosmic Antihelium(宇宙線反ヘリウムの流束における新しい制限) 」[4]。
- 2003年 - 高エネルギー加速器研究機構 加速器研究施設 助手[5]
- 高エネルギー加速器研究機構 研究機関 講師
- 2012年 - ILC戦略会議 委員
- 2015年 - 高エネルギー加速器研究機構 研究機関 准教授
- 高エネルギー加速器研究機構 研究機関 教授

## 関連図書
- ニュートリノ―小柴昌俊先生ノーベル賞受賞記念（2003年、東京大学出版会）ISBN 4130202510